# Attonda trifasciata
Attonda trifasciata là một loài bướm đêm trong họ Noctuidae.